# Los días del César
Los días del César (Título original: Day of the Caesars) es el decimosexto libro de la serie Águila, de Simon Scarrow. Esta saga narra las peripecias de dos legionarios, Cato y Macro, en las legiones del Imperio Romano a mediados del siglo I d. C.

## Argumento
El prefecto Cato y el centurión Macro, al mando de la Segunda Cohorte de la Guardia Pretoriana, regresan a Roma tras la campaña militar en la Hispania Tarraconensis para descubrir que la situación política es extremadamente complicada. Nerón es el nuevo emperador y está dispuesto a afianzar su poder eliminando de raíz cualquier resistencia que pudiera surgir a su persona, tanto de los partidarios de su hermanastro Británico como de los nostálgicos de la antigua República.
Cato y Macro desean mantenerse al margen de las luchas de poder y labrarse un próspero futuro en Roma gracias a su nueva situación como oficiales pretorianos, pero tanto Palas, secretario de Nerón, como Domicia, esposa del senador Vespasiano y partidaria de Británico, están decididos a reclutar a Cato para sus respectivas causas cueste lo que cueste.
Cuando es acusado del asesinato de un anciano senador, Cato debe convertirse en un fugitivo cuya única oportunidad de salvarse es la de encontrar al verdadero asesino y desmantelar el complot urdido contra él. Para ello se verá obligado a unirse a una conjura que pretende acabar con Nerón y reconocer a Británico como nuevo emperador liderada por Domicia y por el mismísimo Narciso (al que todos creían muerto). Una conjura que llevará la guerra a las calles de Roma y en la que los posibles aliados son tan peligrosos para Cato y Macro como sus supuestos enemigos.
De  nuevo los dos veteranos soldados deberán mantenerse unidos y luchar hombro con hombro para salir airosos de un peligroso juego de intrigas y secretos esta vez en pleno corazón del Imperio. Un juego en el que nada es lo que parece, en el que sólo pueden confiar el uno en el otro y que puede acabar si nadie lo remedia en una nueva y terrible Guerra Civil.